# Amsterdam Crusaders 2016
Questa voce raccoglie le informazioni riguardanti gli Amsterdam Crusaders nella stagione 2016.

## Eredivisie

### Stagione regolare
| 21 febbraio 2016 2ª giornata | 010 Trojans | 0 – 44 | Amsterdam Crusaders |  |

| 6 marzo 2016 4ª giornata | Arnhem Falcons | 0 – 50 (0-8 0-6 0-22 0-14) | Amsterdam Crusaders |  |

| 3 aprile 2016 7ª giornata | Amsterdam Crusaders | 78 – 0 | Lightning Leiden |  |

| 24 aprile 2016 9ª giornata | Amsterdam Crusaders | 20 – 0 | Arnhem Falcons |  |

| 1º maggio 2016 10ª giornata | Lightning Leiden | 12 – 76 | Amsterdam Crusaders |  |

| 15 maggio 2016 12ª giornata | Amsterdam Crusaders | 38 – 27 | 010 Trojans |  |

| 5 giugno 2016 14ª giornata | Amsterdam Crusaders | 75 – 7 | Hilversum Hurricanes |  |

| 12 giugno 2016 15ª giornata | Alphen Eagles | 0 – 0 | Amsterdam Crusaders |  |

### Playoff
| 19 giugno 2016 Semifinale | Amsterdam Crusaders | 49 – 21 | Hilversum Hurricanes |  |

| 2 luglio 2016 Tulip Bowl | Amsterdam Crusaders | 40 – 6 (7-0 14-6 7-0 12-0) | 010 Trojans | (1200 spett.) |

## European Football League

### Stagione regolare
| Kiel 9 aprile 2016, ore 16:00 2ª giornata | Kiel Baltic Hurricanes | 24 – 31 (d.t.s.) (0-0 7-16 7-0 10-8 0-7) referto | Amsterdam Crusaders | Kiliaplatz (2.460 spett.)\| Arbitro: \| N. Worthy \| |
| Arbitro:                                  | N. Worthy              |                                                  |                     |                                                      |

| Amsterdam 7 maggio 2016, ore 15:00 4ª giornata | Amsterdam Crusaders | 64 – 19 (7-6 21-13 15-0 21-0) | Hamburg Huskies | Sportpark Sloten |

### Playoff
| Francoforte sul Meno 11 giugno 2016 EFL Bowl | Amsterdam Crusaders | 21 – 35 (14-13 0-9 0-13 7-0) | Frankfurt Universe | Frankfurter Volksbank Stadion |

## Statistiche di squadra
| Competizione            | %Vittorie | In casa | In casa | In casa | In casa | In casa | In casa | In trasferta | In trasferta | In trasferta | In trasferta | In trasferta | In trasferta | Totale | Totale | Totale | Totale | Totale | Totale |
| Competizione            | %Vittorie | G       | V       | N       | P       | Pf      | Ps      | G            | V            | N            | P            | Pf           | Ps           | G      | V      | N      | P      | Pf     | Ps     |
| ----------------------- | --------- | ------- | ------- | ------- | ------- | ------- | ------- | ------------ | ------------ | ------------ | ------------ | ------------ | ------------ | ------ | ------ | ------ | ------ | ------ | ------ |
| ED - Stagione regolare  | .938      | 4       | 4       | 0       | 0       | 211     | 34      | 4            | 3            | 1            | 0            | 170          | 12           | 8      | 7      | 1      | 0      | 381    | 46     |
| ED - Playoff            | 1.000     | 2       | 2       | 0       | 0       | 89      | 27      | 0            | 0            | 0            | 0            | 0            | 0            | 2      | 2      | 0      | 0      | 89     | 27     |
| EFL - Stagione regolare | 1.000     | 1       | 1       | 0       | 0       | 64      | 19      | 1            | 1            | 0            | 0            | 31           | 24           | 2      | 2      | 0      | 0      | 95     | 43     |
| EFL - Playoff           | .000      | 0       | 0       | 0       | 0       | 0       | 0       | 1            | 0            | 0            | 1            | 21           | 35           | 1      | 0      | 0      | 1      | 21     | 35     |
| Totale                  | .885      | 7       | 7       | 0       | 0       | 364     | 80      | 6            | 4            | 1            | 1            | 222          | 71           | 13     | 11     | 1      | 1      | 586    | 151    |